# Tuba (meteorológia)

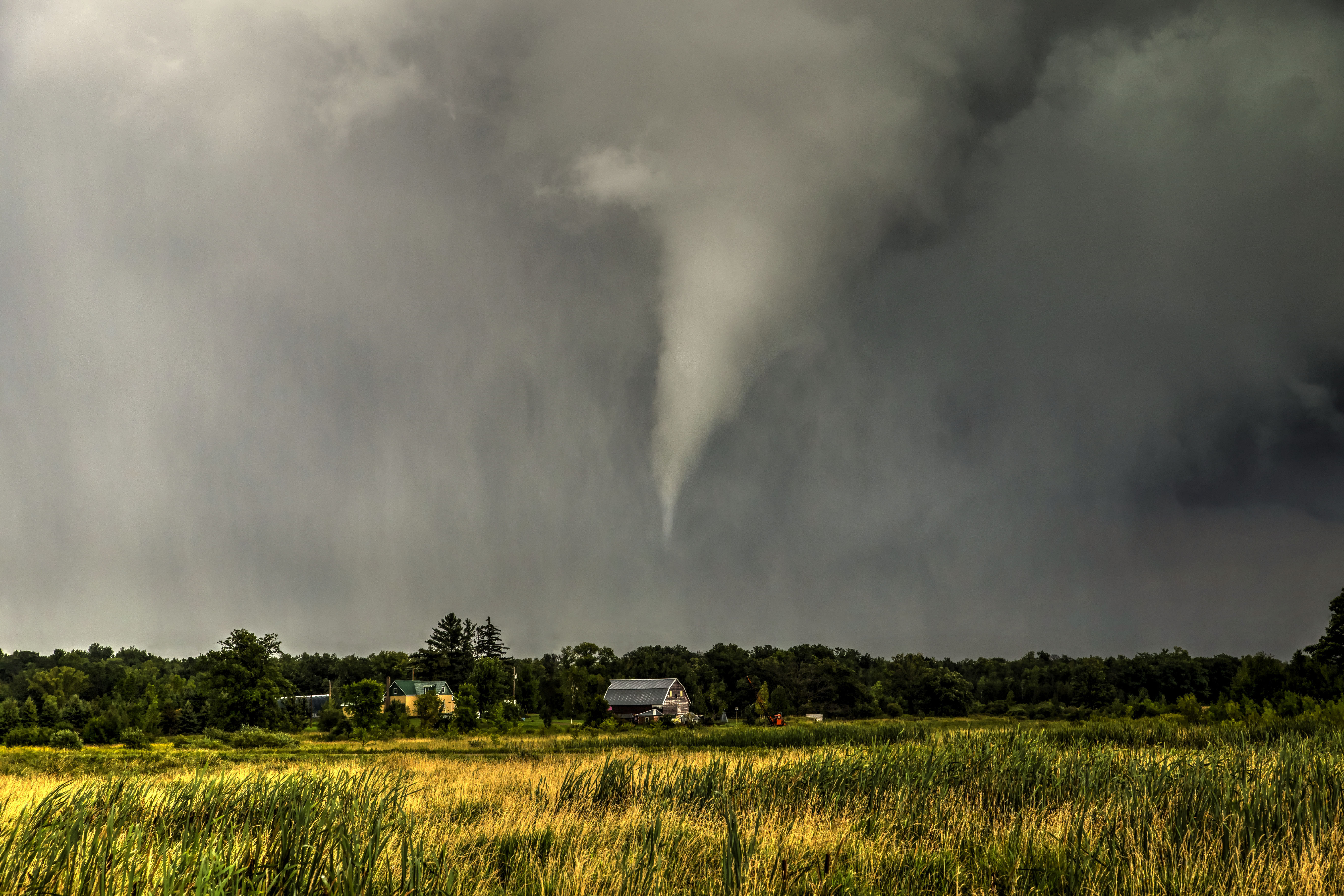
Tuba (Egyesült Államok)

A tuba felhőtölcsér, légörvény, mely a benne zajló felhőképződés miatt lesz látható. Földetérése esetén tornádónak nevezzük, ekkor hatalmas pusztítást végezhet, életveszélyessé válhat. A tuba gomolyos szerkezetű felhőből, legtöbbször zivatarfelhőből nyúlik alá.

## Kialakulása
A tuba kialakulásának egyik feltétele az alacsony felhőalap, vagyis az, hogy a kondenzációs szint a talajfelszínhez minél közelebb legyen, ehhez szükséges megfelelő mennyiségű pára jelenléte a légkörben. Tubák létrejöttének másik feltétele a kellő erősségű örvényesség jelenléte, melyet a vertikális szélnyírás, vagyis az eltérő magassági szinteken mérhető szélvektorok különbsége biztosít.

## Külső hivatkozások
- Magyarországi tuba fényképalbum
- METNET kislexikon – Felhőatlasz I-II. Archiválva 2009. február 28-i dátummal a Wayback Machine-ben
- OMSZ Ismeret-tár: Felhők osztályozása, bemutatása